# Ferdinand Hofstädter
Ferdinand Hofstädter (* 5. Januar 1948 in Salzburg) ist ein deutscher Mediziner und Universitätsprofessor.

## Ausbildung und Beruf
Hofstädter wurde in Salzburg geboren und studierte zwischen 1966 und 1973 Medizin an der Universität Innsbruck. Er begann seine berufliche Laufbahn 1973 als Assistenzarzt am pathologisch-anatomischen Institut der Universität Innsbruck und habilitierte sich 1980. Er trat 1984 eine Professur in Aachen an und wurde Oberarzt am Institut für Pathologie der RWTH Aachen, wo er ein immunhistochemisches Labor aufbaute. Er kam 1989 an die Universität Regensburg, wo sich die Fakultät für Medizin gerade in der Aufbauphase befand. Er wurde 1989 Direktor am Institut für Pathologie der Universität Regensburg, das er aufbaute, und ein Zentrum für Molekulare Diagnostik etablierte. Das Institut für Pathologie leitete er bis zu seinem Ruhestand im Jahr 2013.   Er gründete 1991 zudem das Tumorzentrum Regensburg und ist dessen Vorsitzender. In Regensburg  Des Weiteren war er von 1992 bis 1994 Dekan der Medizinischen Fakultät sowie von 1992 bis 1995 Sprecher des DFG-Graduiertenkollegs: „Therapieforschung Onkologie“. Darüber hinaus ist er seit 1994 Mitglied des Editorial Board der Fachzeitschrift Virchows Archiv, wurde 1994 stellvertretender Vorsitzender des Vorstands der Arbeitsgemeinschaft Deutscher Tumorzentren (ADT) und später Vorsitzender der ADT. Daneben wirkte von 1994 bis 1996 als Prorektor der Universität Regensburg.
Hofstädter war von 2000 bis 2006 Vorstandsmitglied der Deutschen Gesellschaft für Pathologie und von 2001 bis 2005 stellvertretender Sprecher des SFB 585 „Immunregulationen im Magen-Darmtrakt“. Von 2002 bis 2010 war er Mitglied des Editorial Board der Zeitschrift Journal of Pathology und von 2003 bis 2007 Forschungsdekan der Universität Regensburg. Seit 2004 wirkt er zudem als Vorsitzender der Arbeitsgemeinschaft Deutscher Tumorzentren, seit 2005 ist er Vertrauensdozent der Bayerischen Eliteakademie. Zudem ist er seit 2006 stellvertretender Vorsitzender des Berufsverbands Deutscher Pathologen und war von 2005 bis 2006 Vorsitzender der Deutschen Gesellschaft für Pathologie.
Um den Aufbau der Medizinischen Fakultät zu leiten, arbeitete er 2014/2015 als Vizerektor für Medizin an der Universität Linz. Seine wissenschaftlichen Schwerpunkte liegen im Bereich Onkologie, Tumorzentrum, kolorektale Tumoren und urogenitale Tumoren.

## Auszeichnungen und Mitgliedschaften
- Katholische Studentenverbindung AV Austria Innsbruck (1967)
- Verdienstkreuz am Bande des Verdienstordens der BRD (2001)
- Bayerischer Verdienstorden (2004)
- Mitglied der Leopoldina[3]
- Karl-Heinrich-Bauer-Medaille, Deutsche Krebsgesellschaft (2010)
- Deutsche Krebshilfe Preis (2012)
- Rudolf-Virchow-Medaille, Deutsche Gesellschaft für Pathologie (2017)[1]